# Joseph André (architect)
Joseph André (Marbais, 21 januari 1885 – Charleroi, 21 januari 1969) was een Belgische architect. Hij verwierf bekendheid door de toepassing van het eclecticisme in zijn bouwwerken, met invloeden uit:
- art deco,
- art nouveau,
- classicisme,
- modernisme.

Zijn oeuvre -uitgevoerd in het kader van de stedelijke modernisering in Charleroi en omstreken- bestond hoofdzakelijk uit grootschalige civiele projecten gedurende het interbellum of na de Tweede Wereldoorlog.

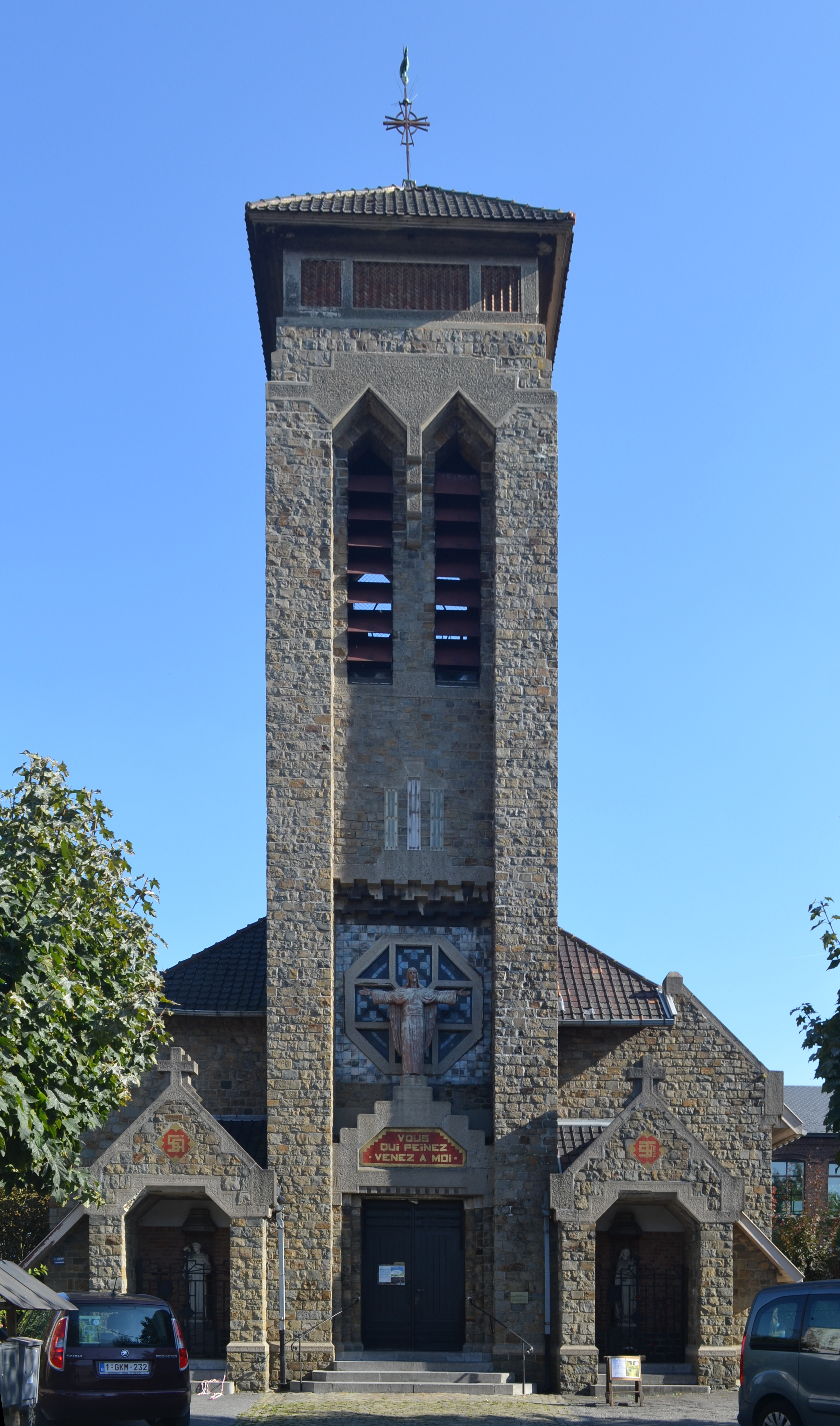
Heilig Hartkerk <te Marcinelle (1928)

## Biografie
Joseph André werd op 21 januari 1885 geboren in Waals-Brabant. Hij was zoon van een metser en afkomstig van een eenvoudige familie. De band met zijn vader, Philippe-Joseph André, had ongetwijfeld invloed op de belangstelling die Joseph André ontwikkelde voor gebouwen en architectuur.

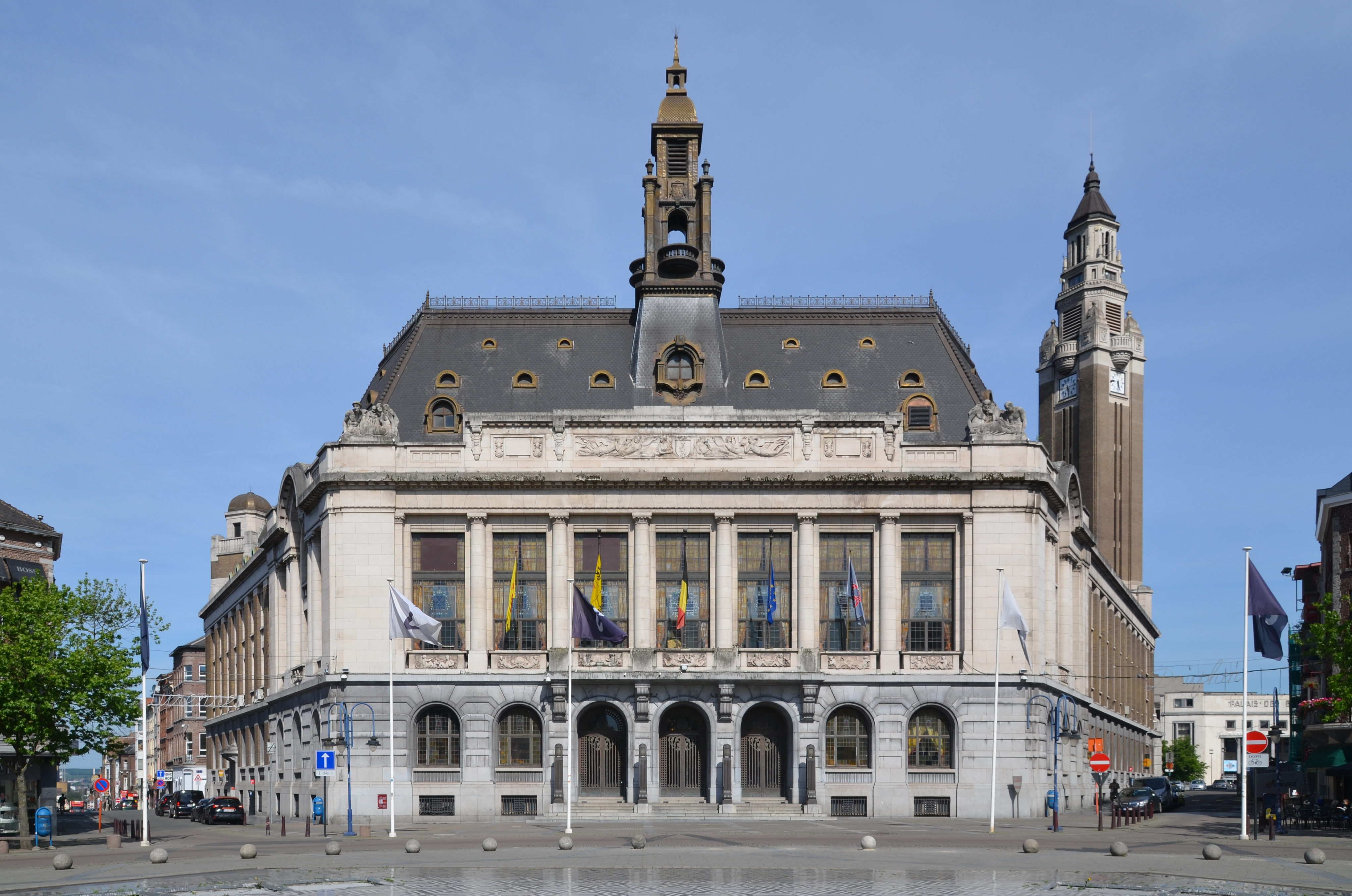
Stadhuis te Charleroi (Place Charles II). Ruwbouw door Jules Cézar. Afwerking door Joseph André. (1936).

Hij ontving zijn vorming aan de Koninklijke Academie voor Schone Kunsten van Brussel en was een leerling van architect Ernest Acker. Hij bleef diens medewerker vanaf 1908 tot 1910. Tijdens deze episode was Ernest Acker immers zeer bedrijvig: hij tekende namelijk plans voor de Wereldtentoonstelling van 1910.
Gedurende de Eerste Wereldoorlog, op 22 augustus 1914, vond de "Slag bij Charleroi" plaats. 
Na het einde van de vijandelijkheden, vanaf 1918, dienden woningen hersteld, vernieuwd of wederopgebouwd.
De hieraan verbonden activiteiten betekenden voor bouwmeester Joseph André een doorbraak.
André vestigde zich te Marcinelle en werd ook daar gelast met de verwezenlijking van een aantal publieke projecten.
Enkele jaren later diende te Charleroi een nieuw stadhuis gebouwd. Architect Jules Cézar (°Sint-Joost-ten-Node, 1890) werd op 31 oktober 1930 aangewezen als verantwoordelijke. Hij ging onmiddellijk een vennootschap aan met zijn collega Joseph André en de bouw ving aan op 15 maart 1932. Tot augustus 1933 werkten beiden samen. Daarna verliet Jules Cézar het project en werd het integraal overgelaten aan André.
De ruwbouw werd het jaar nadien, op 26 mei 1934, beëindigd en in 1936 voltooide André de totaliteit van de constructie.
De inhuldiging van het stadhuis geschiedde op 18 oktober 1936. Het gebouw wordt thans algemeen beschouwd als André's meesterwerk. Het bijhorende belfort werd door de Unesco ingeschreven op de lijst van het Werelderfgoed.
Tijdens de Tweede Wereldoorlog trad er in het ganse land een quasi algemene onderbreking op in de bouwactiviteiten. Deze werd echter gecompenseerd door een intense heropleving en modernisering na 1945.
Van 1955 tot 1958 had Joseph André (toen reeds 73 jaar geworden) architect Robert Puttemans als medewerker. Samen met hem verwezenlijkte hij  de verbouwing en uitbreiding van de Sint-Christoffelkerk (Place Charles II).
Tijdens dat laatste jaar, op 14 juni, werd Joseph André op het stadhuis van Charleroi gehuldigd.
Hij werd gedurende zijn loopbaan meermaals gelauwerd:
- Ridder in de Leopoldsorde;
- Officier in de Leopoldsorde;
- Ridder in de orde van Leopold II;
- Officier in de Kroonorde.

Joseph André, 84 jaar geworden, overleed in Charleroi op zijn verjaardag: 21 januari 1969.

## Werken(Selectie)
- 1919 : Huis Chouvette. Charleroi, Boulevard Audent (bouwwerk in de Beaux-Arts-stijl).
- 1923 : Bioscoop Le Coliseum. Charleroi, rue de Marchienne.
- 1925 : Huis der Corporaties[1], Charleroi. Eertijds Place du Sud, nadien Place Albert Ier. Gesloopt in 1960.
- 1928 : Heilig Hartkerk, Marcinelle.
- 1932 : Woning te Loverval, Rue du Grand Chéniat 13.
- 1933 : Grand Bazar « de la Bourse ». Charleroi, Place Albert Ier. Gesloopt in 2014.
- 1935 : Sint-Maartenskerk, Marcinelle. Restauratie.
- 1936 : Overname en afwerking van de werf van het stadhuis te Charleroi (ruwbouw door Jules Cézar).
- ca. 1938: Hoofdgebouw van de Steenkoolmijn van Houthalen, Centrum-Zuid 1111 (bakstenen interbellumgebouw in zakelijke stijl).
- 1953 : Zuilengalerij (zogenaamde Colonnade) van Charleroi (gesloopt op 10 februari 2015).
- 1953 : Tentoonstellingspaleis van Charleroi.
- 1955 : Stadhuis van Marcinelle.
- 1955 : Paleis van Schone Kunsten te Charleroi.
- 1956 : Verbouwing van de Sint-Christoffelkerk (Charleroi).
- 1960 : Muziekconservatorium. Charleroi, Rue Biarent.

## Illustraties

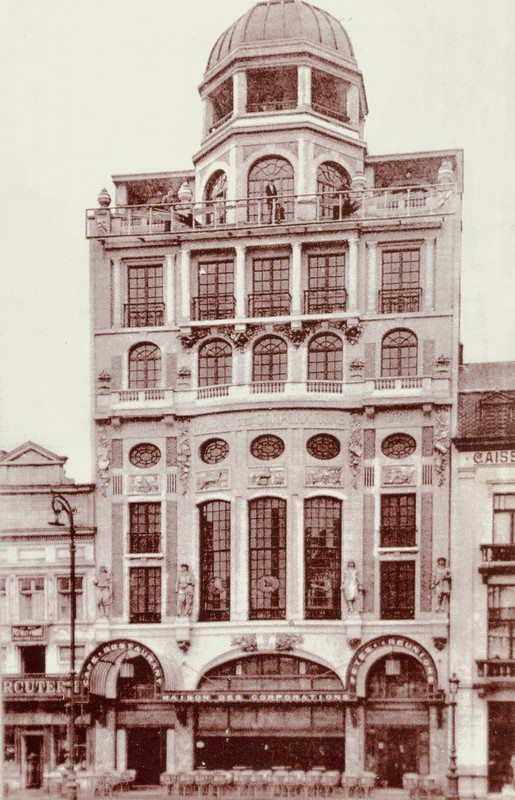
Huis der Corporaties, gebouwd in 1925, gesloopt in 1960
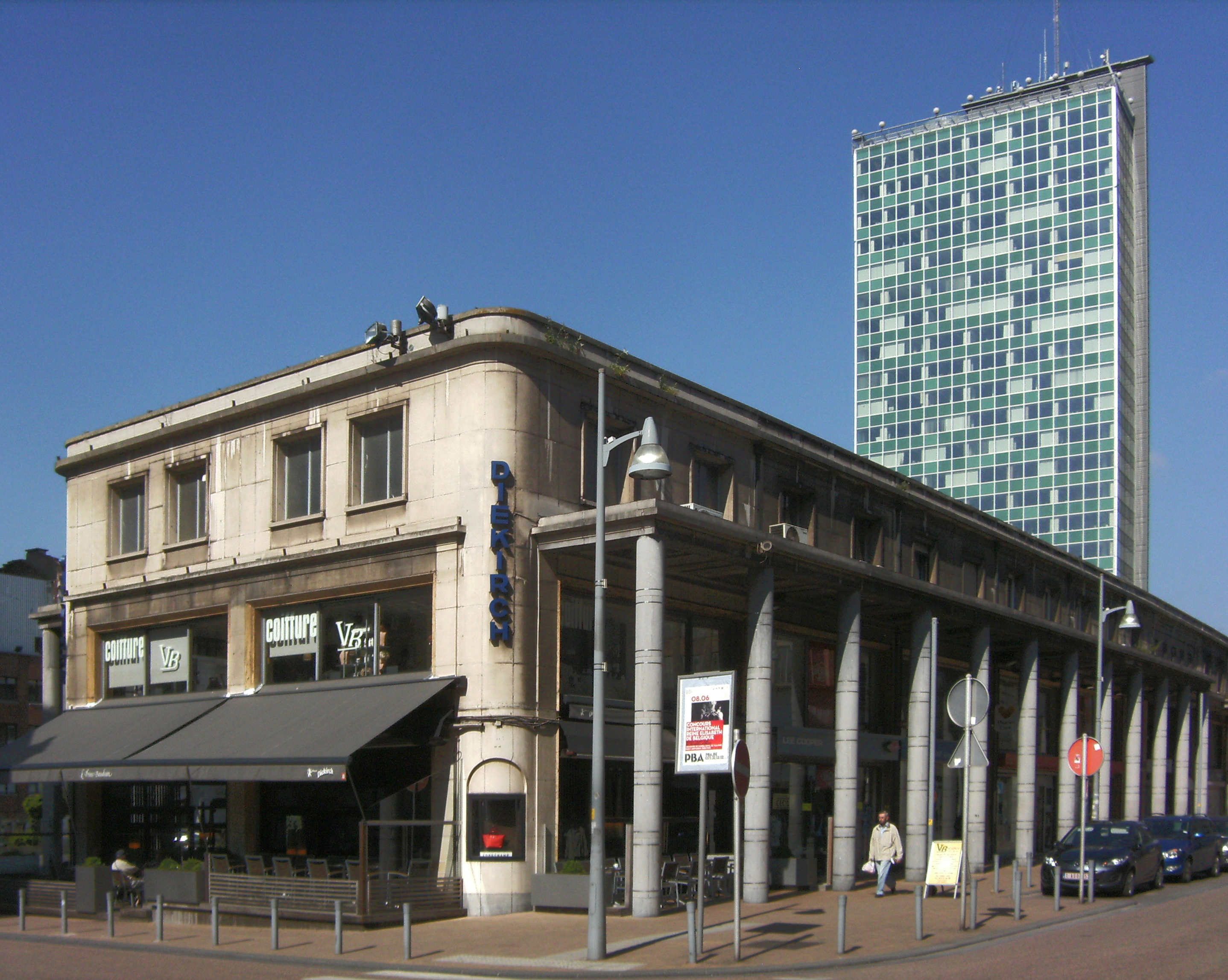
Colonnade, gebouwd in 1953, gesloopt in 2015
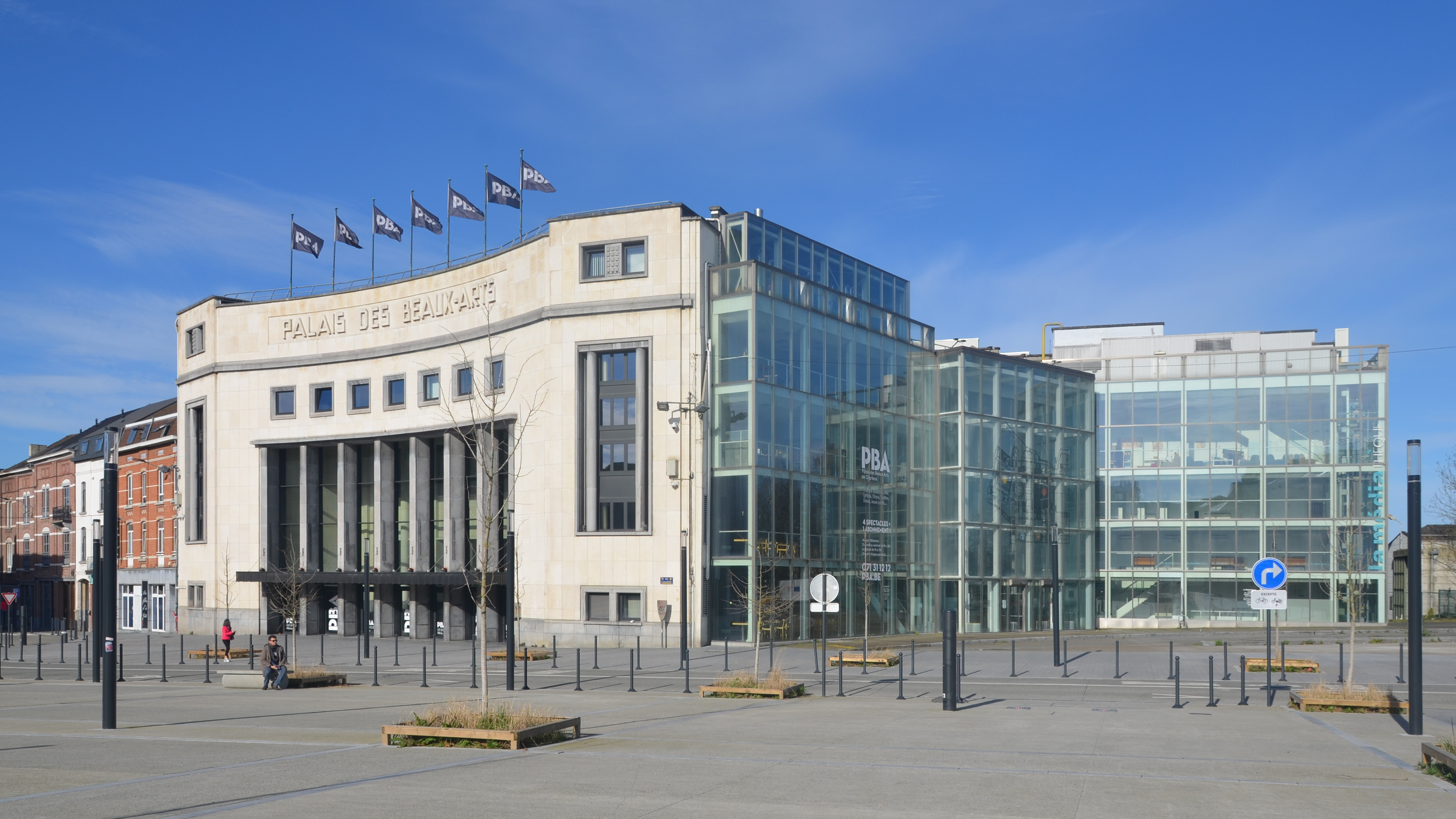
Paleis van Schone Kunsten (1955)
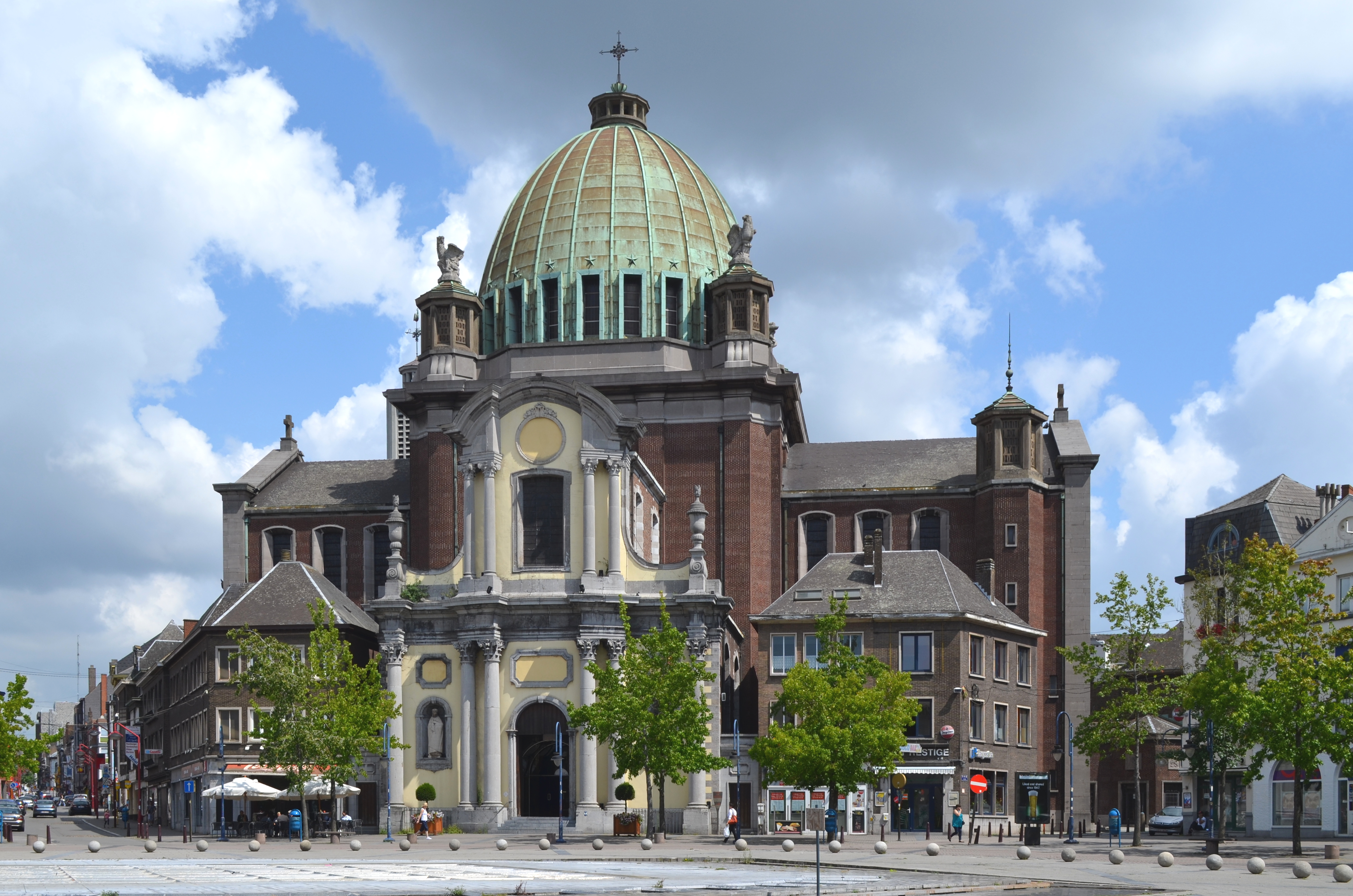
Sint-Christoffelkerk

- Gemeinsame Normdatei: 136980058
- Virtual International Authority File: 81235018